# Schoppernau
Schoppernau är en ort och kommun i distriktet Bregenz i förbundslandet Vorarlberg i Österrike.